# إليزافيتا غولوفانوفا
إليزافيتا إيغوريفنا غولوفانوفا (الروسية: Елизавета Игоревна Голованова، ولد 2 أبريل 1993) عارضة أزياء روسية وحاملة لقب مسابقة ملكة جمال سابقة بعد تتويجها بمسابقة ملكة جمال روسيا 2012 ومثلت بلدها في مسابقة ملكة جمال العالم 2012، ومسابقة ملكة جمال الكون 2012، حيث أنهتها ضمن أفضل 10 متنافسات.

## روابط خارجية
- Miss Russia Official Website

| الجوائز و الإنجازات      | الجوائز و الإنجازات  | الجوائز و الإنجازات     |
| ------------------------ | -------------------- | ----------------------- |
| سبقه ناتاليا غانتيموروفا | ملكة جمال روسيا 2012 | تبعه إلميرا ابدرازاكوفا |